# Italiens Grand Prix 1960
Italiens Grand Prix 1960 var det nionde av tio lopp ingående i formel 1-VM 1960.

## Resultat
1. Phil Hill, Ferrari, 8 poäng
2. Richie Ginther, Ferrari, 6
3. Willy Mairesse, Ferrari, 4
4. Giulio Cabianca, Scuderia Eugenio Castellotti (Cooper-Castellotti), 3
5. Wolfgang von Trips, Ferrari, 2
6. Hans Herrmann, Porsche, 1
7. Edgar Barth, Porsche
8. Piero Drogo, Scuderia Colonia (Cooper-Climax)
9. Wolfgang Seidel, Autosport Team Wolfgang Seidel (Cooper-Climax)
10. Fred Gamble, Camoradi (Behra-Porsche-Porsche)

### Förare som bröt loppet
- Brian Naylor, JBW-Maserati (varv 41, växellåda)
- Alfonso Thiele, Scuderia Centro Sud (Cooper-Maserati) (32, växellåda)
- Gino Munaron, Scuderia Eugenio Castellotti (Cooper-Castellotti) (27, motor)
- Giorgio Scarlatti, Scuderia Centro Sud (Cooper-Maserati) (26, motor)
- Vic Wilson, Dick Gibson (Cooper-Climax) (23, motor)
- Arthur Owen, Arthur Owen (Cooper-Climax) (0, olycka)

### Förare som ej startade
- Horace Gould, Gould's Garage (Maserati) (bränslesystem)